# Yves Sirois
Yves Sirois est un physicien canado-français né en 1959 à Matane, au Québec. Il a participé à prouver l'existence du boson de Higgs.

## Biographie
Yves Sirois naît en 1959 à Matane, au Québec,. Il obtient un diplôme d'études collégiales en sciences pures du cégep de Saint-Laurent, un baccalauréat puis une maîtrise de l'Université de Montréal, et un doctorat de l'Université McGill.
En 1988, Yves Sirois est recruté comme chargé de recherche au Laboratoire Leprince-Ringuet de l’École polytechnique et de l’Institut national de physique nucléaire et de physique de particules (IN2P3) du Centre national de la recherche scientifique (CNRS). Il est promu directeur de recherche en 1995. Il assume un mandat de responsable adjoint de l’expérience H1 au laboratoire DESY à Hambourg en 2000-2001. De 2006 à 2017, il assume la responsabilité pour l’IN2P3 du projet CMS au CERN et membre pour la France du conseil d’administration de l’expérience. De 2015 à 2017, il préside la division de physique des particules et des hautes énergies (HEPP) de la Société européenne de physique (EPS). En janvier 2020, il devient directeur du Laboratoire Leprince-Ringuet[réf. nécessaire].
Il participe à la découverte du boson de Higgs au sein de la collaboration CMS,,. L'avancée scientifique est saluée par le prix EPS de 2013 pour la physique des hautes énergies « pour la découverte du boson de Higgs ». Il obtient une médaille d’argent du CNRS en 2014 et la médaille d’honneur de l’assemblée nationale du Québec en 2015. En 2016, il est ordonné chevalier de l’Ordre national du Québec. En 2019, il est nommé fellow de la Société européenne de physique.
Il est le frère de l'humoriste Richard Z. Sirois.